# Зайцево (Калязинский район)
Зайцево — деревня в Калязинском районе Тверской области. Входит в состав Нерльского сельского поселения.

## География
Деревня расположена в 17 км на юг от центра поселения села Нерль и в 41 км на юг от райцентра города Калязина.

## История
В клировой ведомости 1796 года в селе показана деревянная церковь Космодамиановская, построенная в 1697 году.
В 1813 году в селе Космодамианском-Зайцеве была построена каменная Христорождественская церковь с 3 престолами, распространена в 1883 году.
В конце XIX — начале XX века село входило в состав Нагорской волости Калязинского уезда Тверской губернии. 
С 1929 года деревня являлась центром Зайцевского сельсовета Нерльского района Кимрского округа Московской области, с 1935 года — в составе Калининской области, с 1956 года в составе — Калязинского района, с 1994 года — в составе Воронцовского сельского округа, с 2005 года — в составе Нерльского сельского поселения.

## Население
| 1859 | 1888 | 2002 | 2008 | 2010 |
| ---- | ---- | ---- | ---- | ---- |
| 256  | ↗375 | ↘3   | ↘2   | ↘0   |